# 8129 Michaelbusch
A 8129 Michaelbusch (ideiglenes jelöléssel (8129) 1975 SK1) a Naprendszer kisbolygóövében található aszteroida. Schelte J. Bus fedezte fel 1975. szeptember 30-án.